# Championnats du monde de paratriathlon 2016
Navigation
Édition précédente Édition suivante
Les championnats du monde de paratriathlon 2016 se déroulent le 24 juillet 2016 à Rotterdam aux Pays-Bas. Contrairement aux années 2014 et 2015, l'épreuve n'est pas intégrée au  programme de la grande finale des séries mondiales de triathlon mais est organisée de manière distincte. Depuis 2014 les paratriathlètes s'affrontent sur la distance sprint (750 m de natation, 20 km de vélo et 10 km de course à pied) selon une nouvelle catégorisation spécifique à leurs handicaps, de PT1 à PT5. Chaque catégorie décernant le titre de champion du monde de paratriathlon correspondant après une épreuve mixte et un classement différencié des paratriathlètes féminins et masculins.

## Organisation
Le championnat du monde de paratriathlon 2016 est organisée par la Fédération néerlandaise de triathlon (NTB) en coopération avec la société d'organisation d’événements sportifs : « Agency TIG Sports ».

## Palmarès
Tableaux des podiums du championnat 2016
| Médaille           | PT1            | PT2             | PT3                        | PT4               | PT5                   |
| ------------------ | -------------- | --------------- | -------------------------- | ----------------- | --------------------- |
| Médaille d'or      | Jetze Plat     | Andrew Lewis    | Denis Kungurtcev           | Martin Schulz     | Aaron Scheidies       |
| Médaille d'argent  | Krige Schabort | Mark Barr       | Alejandro Sánchez Palomero | Yannick Bourseaux | Vasyl Zakrevskyi B1   |
| Médaille de bronze | Geert Schipper | Stéphane Bahier | Daniel Molina              | Jairo Ruiz López  | Héctor Catalá Laparra |

| Médaille           | PT1             | PT2               | PT3           | PT4              | PT5              |
| ------------------ | --------------- | ----------------- | ------------- | ---------------- | ---------------- |
| Médaille d'or      | Kendall Gretsch | Allysa Seely      | Manon Genest  | Grace Norman     | Alison Patrick   |
| Médaille d'argent  | Lizzie Tench    | Liisa Lilja       | Sally Pilbeam | Gwladys Lemoussu | Joleen Hakker B1 |
| Médaille de bronze | Eva María Moral | Hailey Danisewicz | Kerryn Harvey | Anna Bychkova    | Melissa Reid     |